# Corrector
Il corrector («risolutore», «riparatore») era un funzionario civile dell'Impero romano, preposto all'amministrazione di un'area più o meno estesa all'interno di una provincia romana, affiancato al locale governatore; successivamente fu il titolo conferito al governatore di alcune province del Tardo impero, che erano di dimensioni inferiori a quelle alto-imperiali.
I primi correctores erano funzionari di rango senatorio che si occupavano di gestire alcune città greche; dall'epoca di Caracalla anche nella penisola italiana iniziarono a diffondersi saltuariamente questi funzionari, e in alcuni momenti della crisi del III secolo si giunse a nominare un unico corrector totius Italiae («riparatore dell’intera Italia»).
Intorno al 279, durante il regno dell'imperatore Marco Aurelio Probo, comparvero due figure amministrative stabili, che avevano lo stesso nome, quello di corrector Italiae, sebbene si occupassero uno dell'area a nord del Po e l'altro della penisola al di sotto del percorso di questo fiume.
La riforma di Probo durò per una quindicina d'anni, finché Diocleziano non introdusse la propria riforma delle province dell'Impero. Mentre nelle altre province di nuovo i governatori prendevano il nome di praesides, nella penisola italiana, per la prima volta ridotta allo status di provincia, si trovarono tanti correctores al governo delle diverse provinciae, per cui ogni titolo di corrector era accompagnato dal nome della provincia di competenza (per esempio, corrector Apuliae et Calabriae); inoltre questa carica divenne di rango equestre. Il Laterculus Veronensis, databile probabilmente al 314, elenca le seguenti province rette da un corrector:
- Venetia et Histria;
- [Aemilia et Liguria]
- Flaminia et Picenum
- Tuscia et Umbria
- [Campania]
- Apulia et Calabria
- Lucania [et Bruttii];

Nella Notitia dignitatum, un documento che riporta la suddivisione amministrativa dell'Impero romano d'Occidente tra il 395 e il 400 e quella dell'Impero romano d'Oriente tra il 395 e il 420, sono elencati i seguenti correctores:
- in Italia, sotto il vicario dell'Italia Suburbicaria:
  - il corrector Apuliae et Calabriae;
  - il corrector Lucaniae et Bruttiorum;
- il corrector Saviae in Pannonia;
- il corrector Augustamnicae in Egitto;
- il corrector Paflagoniae in Asia Minore;

La provincia della Flaminia et Picenum era sotto un corrector prima del 350/2, quando passò sotto un consolare.
Il corrector soppiantò la figura dello iuridicus.
Un corrector particolare fu Settimio Odenato, un generale romano che difese le province orientali dagli attacchi dei Sasanidi avvenuti a seguito della morte dell'imperatore Valeriano: in virtù delle sue vittorie, e come riconoscimento del suo essersi ritagliato un dominio semi-indipendente, fu nominato corrector totius Orientis dall'imperatore Gallieno.
Questo termine fu anche adottato inizialmente dalla regola dell'Ordine di Grandmont per indicare il Padre Superiore dei monaci dell'Ordine.